# Suhorje
Suhorje este o localitate din comuna Pivka, Slovenia, cu o populație de 64 de locuitori.